# Dayou, Chongqing
Dayou (kinesiska: 大有) är en köping i sydvästra Kina. Den ligger i stadsdistriktet Nanchuan, i storstadsområdet Chongqing, omkring 97 kilometer sydost om det centrala stadsdistriktet Yuzhong. Antalet invånare är 10 040. Befolkningen består av 5 125 kvinnor och 4 915 män. Barn under 15 år utgör 23,0 %, vuxna 15-64 år 62 %, och äldre över 65 år 14,0 %.